# Red Saunders Plays Cupid
Red Saunders Plays Cupid é um filme norte-americano de 1917, do gênero drama, dirigido por John Ford, produzido e distribuído pela Universal Studios. O filme é presumidamente dado como perdido.

## Elenco
- Harry Carey
- Claire Du Brey
- George Webb
- Rex Rosselli
- T.D. Crittenden
- Tote Du Crow
- Vester Pegg
- Bill Gettinger